# كارلوس كيروش
كارلوس مانويل بريتو ليل دي كيروش، (تلفظ برتغالي: /ˈkaɾluʃ kɐjˈɾɔʃ/؛ من مواليد 1 مارس 1953)، هو مدرب كرة قدم مصري. شغل منصب مدرب منتخب البرتغال، الإمارات العربية المتحدة وجنوب إفريقيا وإيران وكولومبيا، وقاد جنوب إفريقيا (2002) والبرتغال (2010) وإيران (2014 و 2018) للوصول إلى كأس العالم. على مستوى الأندية، درب سبورتينغ لشبونة، ونيويورك ريد بولز في الدوري الأمريكي لكرة القدم ونادي ريال مدريد الإسباني. كما كان لديه فترتان كمساعد مدرب لأليكس فيرجسون في نادي مانشستر يونايتد الإنجليزي.
كيروش هو المدرب الأطول خدمة في تاريخ المنتخب الإيراني، حيث خدم ما يقرب من ثماني سنوات بين 2011 و 2019. وهو المدرب الوحيد في تاريخ البلاد الذي قاد المنتخب الوطني إلى نهائيات كأس العالم مرتين متتاليتين.

## النشأة
ولد كيروش في نامبولا، موزمبيق، لأبوين برتغاليين، وكان له مسيرة احترافية كلاعب كرة قدم، حيث لعب كحارس مرمى في موزمبيق قبل أن يتحول إلى التدريب. انتقل إلى البرتغال بعد ثورة القرنفل في البرتغال في 25 أبريل 1974، وإعلان استقلال موزمبيق في عام 1975. كيروش خريج جامعة لشبونة.
وفقاُ لتقرير فوربس، كان راتبه كمدرب المنتخب الإيراني 2,098,060 دولارًا أمريكيًا خلال كأس العالم 2014.

## مسيرته التدريبية
قام بتدريب المنتخب البرتغالي تحت 20 سنة وقاده للفوز مرتين ببطولة كاس العالم للشباب، في 1989 و 1991.

### مسيرته التدريبية المبكرة
في عام 1984، تم تعيين كيروش كمساعد مدرب لنادي إشتوريل برايا. في عام 1987 تم تعيينه من قبل الاتحاد البرتغالي لكرة القدم مدرباً في فرق الشباب. كارلوس كيروش، الذي أجرى الكثير من الأبحاث حول الأساليب المستخدمة في الخارج، راهن بشكل كبير على تدريب اللاعبين الشباب الذين كان مسؤولاً عنهم حيث كان له دور في ظهور نجوم مثل لويس فيجو وروي كوستا وفيتور بايا وباولو سوزا وابل كزافييه وفرناندو كوتو وجواو بينتو.
حتى عام 1991، كان كيروش مسؤولًا عن فريق الشباب تحت 20 عاماً وفاز معهم مرتين بلقب بطولة العالم تحت 20 عامًا، في عام 1989 في المملكة العربية السعودية، وفي عام 1991 في البرتغال. كان إنجازًا غير مسبوق تميزت به كرة القدم البرتغالية.
أراد الاتحاد البرتغالي لكرة القدم الاستفادة من موهبة كارلوس كيروش وبعد فوزه بكأس العالم تحت 20 سنة 1991، قام بترقيته إلى تدريب المنتخب الوطني. لكن لم يسير كل شيء على ما يرام وفشلت البرتغال في التأهل لكأس العالم 1994 التي أقيمت في الولايات المتحدة. غادر كيروش المنتخب الوطني وكان الاتحاد محبطًا إلى حد ما وفي ذلك العام حاول تجربة مختلفة كمدرب.
بعد ذلك، تولى تدريب فريق سبورتينغ لشبونة في الدوري البرتغالي الممتاز في 1994.
قام بعد ذلك بتدريب نيويورك ريد بولز في الولايات المتحدة والفريق الياباني ناغويا غرامبوس.عاد كيروش إلى تدريب المنتخبات الوطنية في 1999، عندما تولى منصب المدير الفني لمنتخب الإمارات العربية المتحدة.

### جنوب إفريقيا
في أكتوبر 2000، اتفق اتحاد جنوب إفريقيا لكرة القدم، الذي كان يفاضل بين عدة أسماء لتدريب المنتخب الوطني (بما في ذلك رود كرول، رود خوليت، فرانك ريكارد وكارلوس ألبرتو بيريرا) مع كيروش لقيادة الفريق حتى نهاية كأس العالم 2002. يقال إن عقده كان بقيمة 1.68 مليون راند جنوب أفريقي سنويًا، وهو أقل بكثير من رواتب أغلى مدربي البلاد. كان لديه القليل من المعرفة بلعب كرة القدم في البلاد، على الرغم من أنه يعرف اللاعبين جيدًا، خاصة أولئك الذين لعبوا في أوروبا.
في سبتمبر، بدأت تصفيات كأس الأمم الأفريقية 2002، وقعت جنوب إفريقيا في مجموعة من أربعة فرق تضم ليبيريا والكونغو وموريشيوس، وتأهلت جنوب إفريقيا إلى الكأس بثلاثة انتصارات وثلاثة تعادلات. في تصفيات كأس العالم 2002، وضعت جنوب إفريقيا في المجموعة مع زيمبابوي وبوركينا فاسو وملاوي وغينيا، تأهلت جنوب إفريقيا إلى كأس العالم مع 5 انتصارات وتعادل واحد.

في كأس الأمم الأفريقية 2002، التي بدأت في يناير، ضمت مجموعة جنوب إفريقيا كلاُ من بوركينا فاسو والمغرب وغانا. وتعادلت جنوب أفريقيا مع بوركينا فاسو وغانا بدون أهداف في أول مباراتين، لكن في المباراة الثالثة، فازت 3-1 على المغرب، وصعدت إلى دور خروج المغلوب بفارق الأهداف عن غانا كمتصدر المجموعة. خسر بعدها فريق كيروش 2-0 أمام مالي وتم إقصاءه من البطولة. استقال كيروش من منصبه في مارس 2002 قبل النهائيات بعد الخلاف مع اتحاد جنوب إفريقيا لكرة القدم.

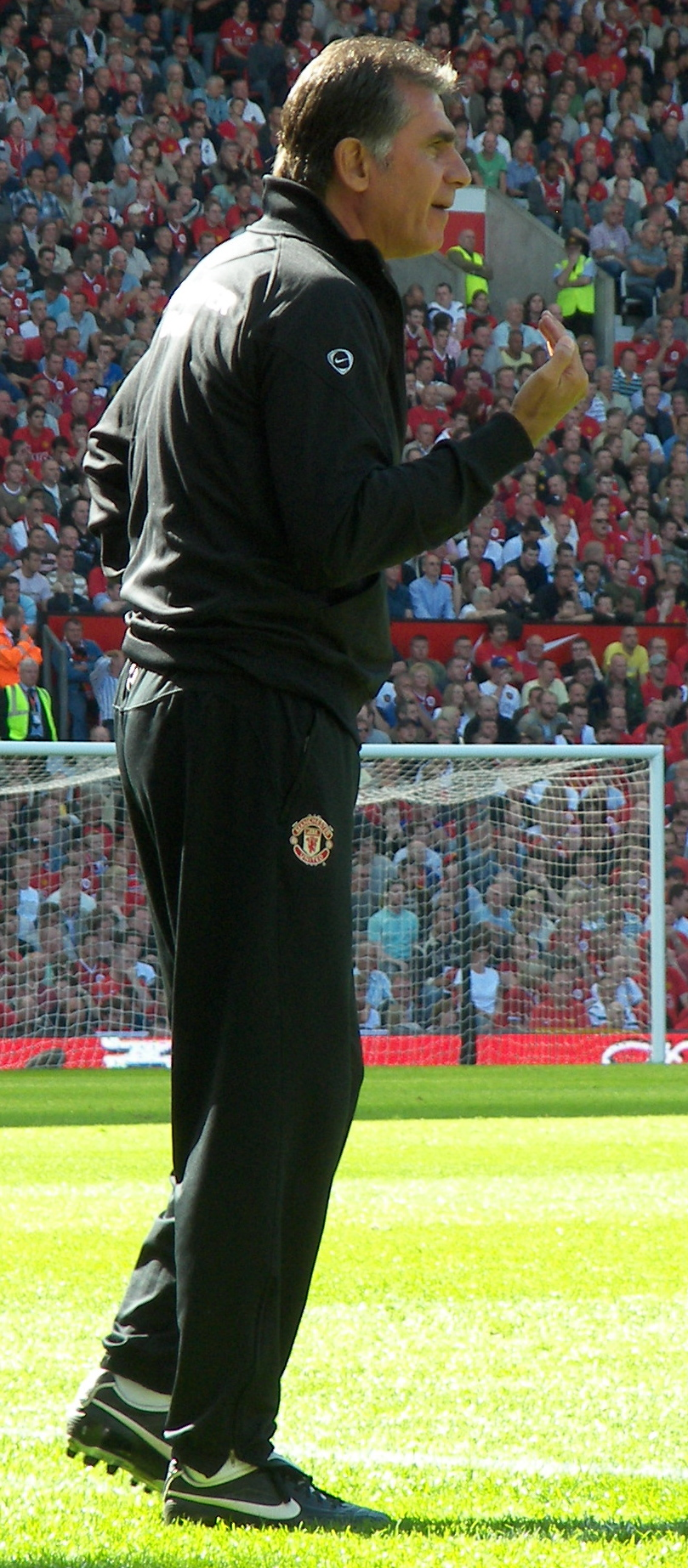
كيروش في أولد ترافورد خلال مباراة بين مانشستر يونايتد وريدينغ في 12 أغسطس 2007

### ريال مدريد
في صيف 2003، تم تعيينه مدرباً لنادي ريال مدريد بعقد لمدة عامين، بعد أسبوع واحد فقط من وصول لاعب مانشستر يونايتد ديفيد بيكهام.
بدأ ريال مدريد بداية جيدة لموسم 2003-2004، بفوزه على مايوركا في كأس السوبر الإسباني. بحلول منتصف الموسم، تصدّر الفريق جدول الدوري الإسباني وكان يتنافس على لقب كأس الملك ودوري أبطال أوروبا. ومع ذلك، فقد خسروا مبارياتهم الخمس الأخيرة وانهوا الموسم في المركز الرابع، مع فوز فالنسيا باللقب. كما خرج من بطولتي كأس الملك ودوري أبطال أوروبا، وأنهى الموسم بكأس السوبر دي إسبانيا باعتباره الكأس الوحيد. بعد عشرة أشهر في ريال مدريد، تم إقالته في مايو 2004.

### العودة إلى مانشستر يونايتد
عاد كيروش إلى يونايتد كمساعد فيرغسون في يونيو 2004. أشارت بعض المصادر إلى تأثير غيابه على موسم 2003-2004 للنادي، حيث احتلوا المركز الثالث في الدوري وخرجوا مبكرًا من دوري أبطال أوروبا.
في سيرته الذاتية لعام 2014، ذكر كابتن يونايتد روي كين أن الجدال مع كيروش حول الولاء كان أحد أسباب ترك الإيرلندي النادي في عام 2005. ارتبط اسم كيروش بتدريب فريق بنفيكا البرتغالي ومنتخب الولايات المتحدة في عام 2006 لكنه ظل مع مانشستر يونايتد لمساعدتهم على الفوز بالدوري الإنجليزي الممتاز في عام 2007.
في أواخر مارس 2008، أفيد أن بنفيكا، مرة أخرى، اقترب من التعاقد كيروش ليصبح مدربه وقدم عرضاً رسميًا لمانشستر يونايتد. كان يونايتد في سباق علي لقب الدوري الإنجليزي الممتاز 2007–08، بفارق خمس نقاط عن القمة، مع بقاء سبع مباريات فقط، وكانوا لا يزالون ينافسون في دوري أبطال أوروبا - وكانوا في ربع النهائي وقتها. لم يصدر كيروش أي رد عام على هذه المزاعم.
بعد عرض بنفيكا، ووسط شائعات عن وجود عرض كمدرب وطني للبرتغال، بدأ أليكس فيرجسون في الضغط من أجل أن يكون كيروش خلفًا له كمدرب في أولد ترافورد وثني أي مرشحين محتملين عن الاقتراب منه. ومع ذلك، استمرت الشائعات في صيف عام 2008 في ربط كيروش بدور مدرب المنتخب البرتغالي، بعد رحيل لويس فيليبي سكولاري. في 11 يوليو 2008، وافق مانشستر يونايتد على فسخ تعاقد كيروش، وتم تعيينه مدرباً للمنتخب البرتغالي.

### البرتغال
في 11 يوليو 2008، أُعلن أن كيروش سيغادر مانشستر يونايتد، بعد أن وافق على عقد مدته أربع سنوات ليصبح المدير الفني للمنتخب البرتغالي.
عانت البرتغال تحت إدارته خلال التصفيات المؤهلة لكأس العالم 2010. على الرغم من انطلاق التصفيات المؤهلة لكأس العالم بفوز مريح 4-0 على مالطا في ملعب تاكالي الوطني، فشل فريق كيروش في الفوز بأي من مبارياتهم الأربع اللاحقة.
مع هزيمة 3-2 أمام الدنمارك تلاها تعادل 0-0 أمام ألبانيا والسويد. وتعادل آخر بدون أهداف في ستوكهولم ضد السويد، تركت هذه النتائج البرتغال برصيد ست نقاط فقط من أصل 15 محتملة وعلى وشك فقدان التأهل لبطولة دولية كبرى لأول مرة منذ عام 1998. هزمت البرتغال ألبانيا في تيرانا 2-1 بهدف في الدقائق الأخيرة، تعادلت 1-1 ضد الدنمارك في 5 سبتمبر، فازت على المجر 1-0 ومرة أخرى 3-0 في مباراة الإياب، وأخيراً هزمت مالطا 4-0. هذه النتائج، إلى جانب هزيمة السويد أمام الدنمارك، مكنت البرتغال من إنهاء التصفيات في المركز الثاني في المجموعة برصيد 19 نقطة، بفارق نقطة واحدة عن السويد، والتأهل لتصفيات كأس العالم 2010 - الملحق الأوروبي. لعبوا مع البوسنة والهرسك ذهاباً وإياباً حيث فازت البرتغال 1-0 في لشبونة وأعقبتها بفوز 1-0 في زينيتشا، ونتيجة لذلك تأهلت إلى نهائيات كأس العالم 2010.
في كأس العالم، تعادلت البرتغال 0-0 مع ساحل العاج لكنها فازت بعد ذلك على كوريا الشمالية 7-0، وهو أكبر انتصار في كأس العالم منذ فوز ألمانيا 8-0 على المملكة العربية السعودية في عام 2002. هذا الهزيمة ضمنت تأهل البرتغال إلى الدور الثاني حتي بعد التعادل السلبي الثاني مع البرازيل. في الدور الثاني، خسروا أمام إسبانيا 1-0 وخرجوا بعد أن فشلوا في التسجيل في ثلاث مباريات.
تم إيقاف كيروش لمدة ستة أشهر من قبل هيئة مكافحة المنشطات البرتغالية في 30 أغسطس 2010، عندما حكم عليه بتعطيل إجراءاتهم لكأس العالم؛ تم إيقافه لمدة شهر من قبل الاتحاد البرتغالي لكرة القدم لاستخدامه لغة غير لائقة تجاه المختبرين، وهي تهمة أقل اعترف بها. تم إقالته من قبل الاتحاد البرتغالي لكرة القدم في 9 سبتمبر. في 23 مارس 2011، أيدت محكمة التحكيم الرياضي استئنافه ضد هيئة مكافحة المنشطات، وألغت إيقافه.

### إيران
في 4 أبريل 2011، وافق كيروش على عقد لمدة عامين ونصف لتدريب إيران حتى نهاية كأس العالم 2014 في البرازيل جنبًا إلى جنب مع مدرب حراس المرمى دان غاسبار ومساعد المدرب أوميد نمازي.
منذ تعيين كيروش كمدرب للمنتخب الإيراني، اشتهر بتقديم لاعبين من الشتات الإيراني إلى المنتخب الوطني. ومن بين هؤلاء اللاعبين الألمان الإيرانيون دانييل دافاري وأشكان دجاكه والإيراني الهولندي رضا قوتشان نجاد والإيرانيون السويديون أميد نظري وسامان قدوس والإيراني الأمريكي مهرداد بيت‌ آشور وغيرهم.

#### كأس العالم 2014

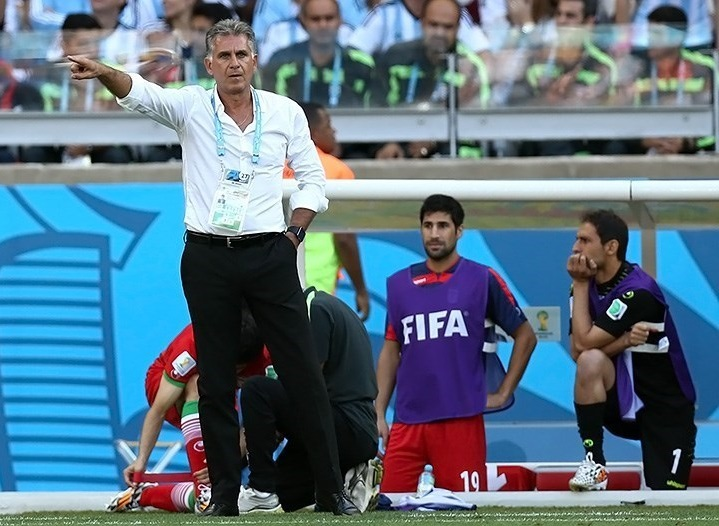
كيروش خلال مباراة إيران في مرحلة المجموعات ضد الأرجنتين في 21 يونيو 2014

بدأت إيران، بقيادة كيروش، التصفيات المؤهلة لكأس العالم بنجاح، حيث هزمت جزر المالديف 4-0 في ذهاب الدور الثاني من التصفيات. بعد الفوز 5-0 في مجموع المباراتين، تقدمت إيران إلى الدور الثالث من التصفيات، حيث تعادلت مع إندونيسيا وقطر والبحرين. عززت إيران موقعها في صدارة مجموعتها بفوزها على البحرين 6-0 على أرضها في ملعب آزادي، بالإضافة إلى إستدعاء اللاعب الألماني الدولي السابق للشباب، أشكان دجاكه، الذي سجل هدفين في أول ظهور له ضد قطر. بعد الفوز 4-1 على إندونيسيا، تأهلت إيران للدور الأخير من التصفيات المباشرة.
في الدور الرابع، وقعت إيران في مجموعتها مع كوريا الجنوبية وقطر وأوزبكستان ولبنان. قدم كيروش لاعبين جدد من الخارج إلى فريقه، مثل رضا قوتشان نجاد. بدأت إيران الجولة الرابعة من التصفيات الآسيوية بفوزها 1-0 في أوزبكستان. ثم تعادلت مع قطر وخسرت في لبنان قبل أن تهزم كوريا الجنوبية في آزادي في 16 أكتوبر بهدف من القائد جواد نكونام. بعد خسارة 1-0 في طهران ضد أوزبكستان، هزمت إيران قطر 1-0 في الدوحة ولبنان 4-0 على أرضها. في آخر مباراة، هزمت إيران كوريا الجنوبية 1-0 في ملعب أولسان مونسو بهدف من قوتشان نجاد، مما أدى إلى تأهلهم إلى كأس العالم 2014 كمتصدرين للمجموعة برصيد 16 نقطة. وهكذا، أصبحت إيران ثالث فريق نجح كيروش في التأهل به لكأس العالم، بعد أن وصل إلى نسخة 2002 مع جنوب إفريقيا ونسخة 2010 مع البرتغال.
تأهلت إيران لكأس العالم 2014 كمتصدرة بالمجموعة وتنافست في المجموعة السادسة إلى جانب الأرجنتين ونيجيريا والبوسنة والهرسك. في 1 يونيو 2014، أعلن كيروش تشكيلته المكونة من 23 لاعباً.
في المباراة الافتتاحية للبطولة في 16 يونيو، تعادل منتخب إيران مع نيجيريا 0-0. في مباراتهم التالية، خسرت إيران أمام الأرجنتين 1-0 بهدف متأخر من ليونيل ميسي. تم إقصاء إيران من البطولة في المباراة التالية، بعد الهزيمة 3-1 أمام البوسنة والهرسك. سجل هدف إيران الوحيد من قبل رضا قوتشان نجاد. بعد البطولة، مدد كيروش عقده حتى كأس العالم 2018.

#### كأس آسيا 2015

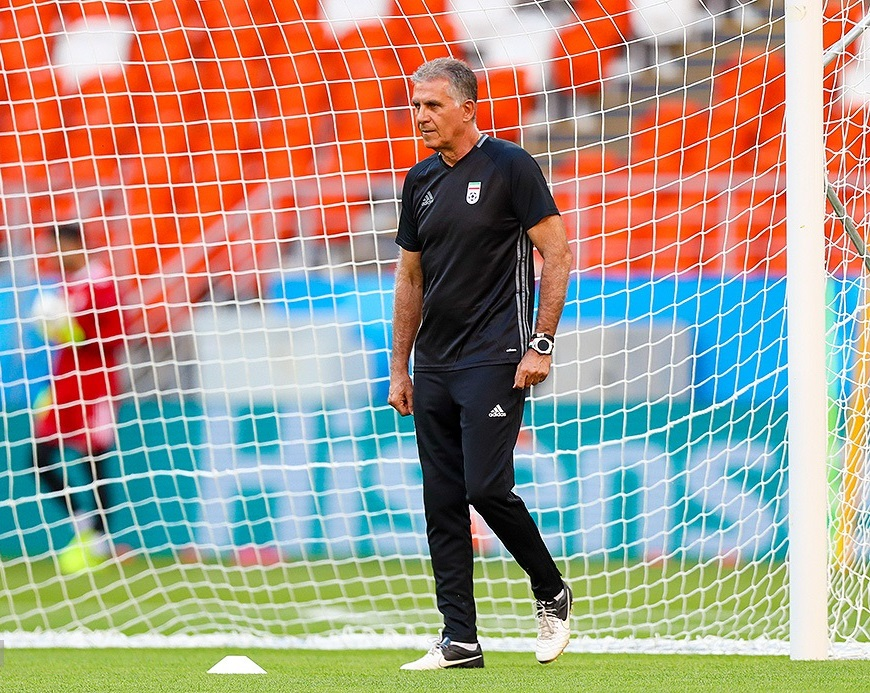
كيروش يشرف على التدريب في مارس 2016

واصلت إيران سلسلة انتصاراتها بعد تصفيات كأس العالم 2014، وتأهلت إلى نهائيات كأس آسيا 2015 بعد أشهر باعتبارها المصنفة الأعلى ترتيباً. تأهلت إيران إلى نهائيات كأس آسيا 2015 بصفتها متصدرة المجموعة. واجهت إيران البحرين وقطر والإمارات في المجموعة الثالثة.
مع ثاني أكبر عدد من المشجعين في البطولة بعد أستراليا المضيفة، هزم الإيرانيون البحرين 2-0. ثم هزمت إيران ذات العقلية الدفاعية قطر 1-0 بفضل هدف سردار أزمون قبل أن تهزم الإمارات بنفس النتيجة لتصل إلى صدارة مجموعتها.
في ربع النهائي، واجهت إيران العراق. بعد حصول لاعب إيران على بطاقة حمراء مثيرة للجدل في الشوط الأول من الحكم بن ويليامز، أكملت إيران المباراة بعشرة لاعبين، وسجلت هدفين في الوقت الإضافي لتنتهي المباراة بنتيجة 3-3. في ركلات الترجيح التي تلت ذلك، خسرت إيران 7-6.

#### كأس العالم 2018

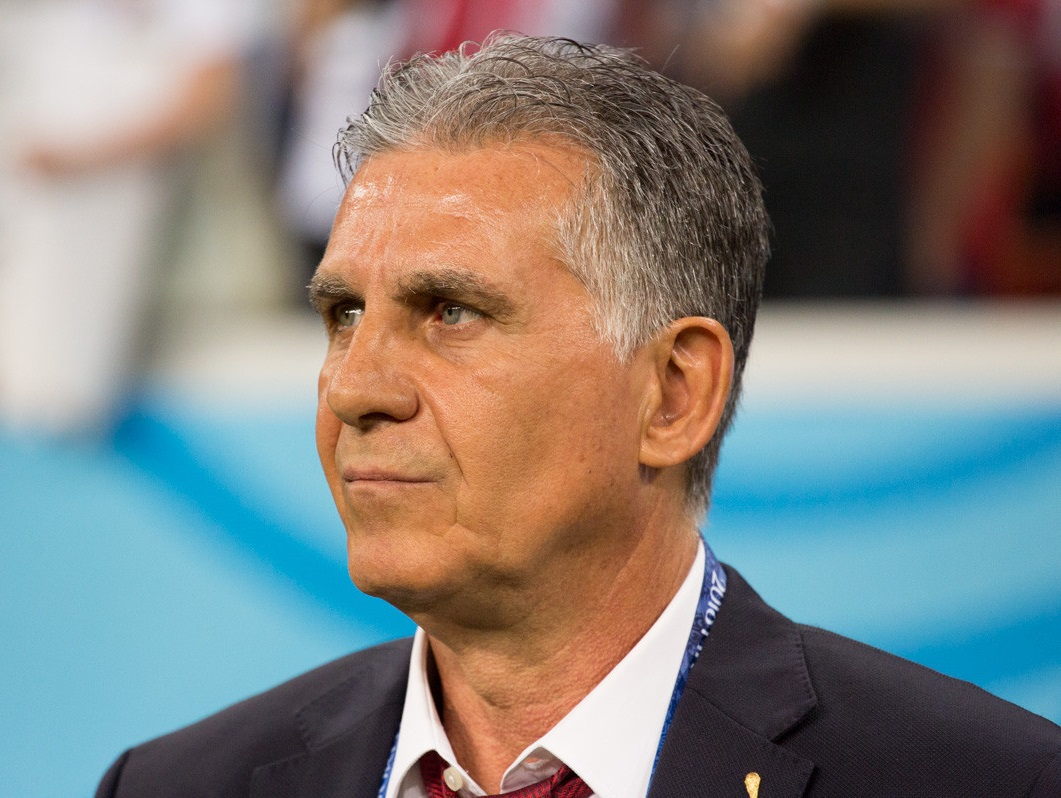
كيروش خلال مباراة المجموعة ضد البرتغال

بدأت إيران حملتها في التصفيات المؤهلة لكأس العالم 2018 بمباريات ودية ضد تشيلي والسويد في مارس 2015. استقال كيروش من منصبه الإداري بعد ذلك بسبب خلافات مع الاتحاد الإيراني لكرة القدم. في 14 أبريل 2015، أوقعت القرعة إيران مع عُمان والهند وتركمانستان وغوام في الدور الثاني من التصفيات.
في 26 أبريل، أعلن كيروش أنه سيستمر كمدرب لإيران في حملتها للتأهل لكأس العالم 2018. أنهت إيران الجولة الثانية من التصفيات بفوزها 4-0 على الهند و 2-0 على عمان وفي صدارة المجموعة برصيد 20 نقطة من ثماني مباريات، وتمكن كيروش وفريقه من البقاء دون هزيمة في الدور الثاني من تصفيات كأس العالم. وضعت إيران في الوعاء الأول إلى جانب أستراليا في قرعة الدور الثالث من تصفيات كأس العالم. وتعادلا مع كوريا الجنوبية وأوزبكستان وقطر والصين وسوريا. مع تبقي مباراتين، تأهلت إيران إلى المونديال بفوزها على أوزبكستان على ملعب آزادي. وأصبحوا ثالث منتخب يتأهل لكأس العالم بعد روسيا المضيفة والبرازيل.
فازت إيران على المغرب 1-0 في مباراتها الافتتاحية للبطولة بفضل هدف عكسي متأخر من عزيز بوحدوز، لكنها خسرت 1-0 أمام إسبانيا في مباراتها الثانية. وشهدت مباراتهم الأخيرة مواجهة كيروش منتخب بلاده البرتغال. بعد التأخر بنتيجة 1-0، أنقذ الحارس علي رضا بيرانوند ركلة جزاء من كريستيانو رونالدو ليمنح إيران الأمل، لكن كان عليهم الانتظار حتى الوقت المحتسب بدل الضائع في نهاية الشوط الثاني ليأتي هدف التعادل من كريم أنصاريفرد. بعد تعادل إسبانيا 2-2 مع المغرب تأهلت مع البرتغال وخرجت إيران من البطولة.

#### كأس آسيا 2019

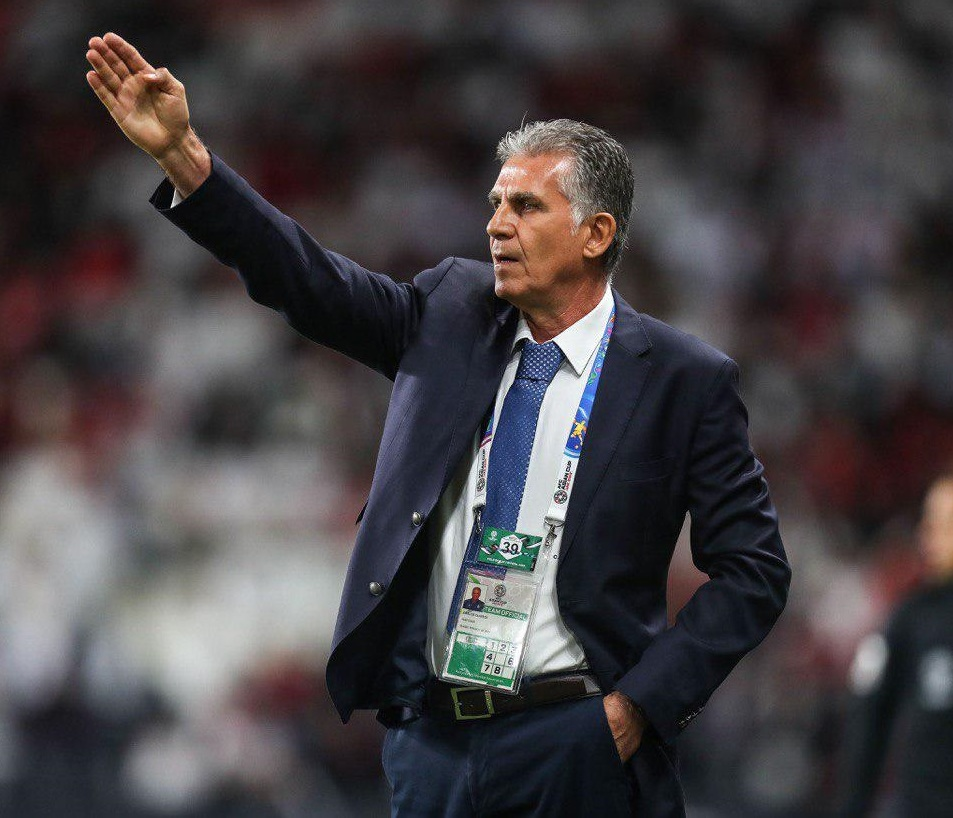
كيروش في مباراة إيران ضد عمان في كأس آسيا 2019

في 23 سبتمبر 2018، مدد كيروش عقده حتى نهائيات كأس آسيا 2019،على أمل الفوز بأول لقب قاري لإيران منذ عام 1976. وبانتصار على اليمن وفيتنام، وتعادل مع العراق، تصدرت إيران المجموعة الرابعة وتقدمت إلى دور الـ16، حيث التقوا مع صاحب المركز الثالث من المجموعة السادسة، عمان. بعد الفوز 2-0 على عمان انتقل المنتخب الإيراني إلى مباراة ربع النهائي ضد الصين، التي تغلبوا عليها 3-0. ومع ذلك، في مباراته رقم 100 مع منتخب إيران، شهدت مباراة نصف النهائي ضد اليابان استقبال فريق كيروش لأول الأهداف في البطولة، في الشوط الثاني، وخسرت إيران 3-0 وودعت البطولة.

### كولومبيا
في 7 فبراير 2019، تولى كيروش منصب المدير الجديد لكولومبيا بعقد مدته ثلاث سنوات. كان المدرب الأوروبي والأفريقي الوحيد الذي يدرب منتخب كولومبيا، وكان رابع مدرب أوروبي يتولى مسؤولية المنتخب الكولومبي بعد فريدريش دونينفيلد وتوزا فيسيلينوفيتش وبلاغوي فيدينيتش. بدأت مهمته مع كولومبيا في كوبا أمريكا 2019، حيث احتل منتخب كولومبيا المركز الأول برصيد تسع نقاط كاملة، بما في ذلك الفوز 2-0 على الأرجنتين. ومع ذلك، خرجت كولومبيا من تشيلي في دور الثمانية بركلات الترجيح.
بدأت كولومبيا أيضًا تصفيات كأس العالم 2022، وبدا أن كولومبيا على الطريق الصحيح حيث تغلبت على جارتها فنزويلا وتشيلي. ومع ذلك، عندما استؤنفت المباريات بعد جائحة فيروس كورونا، تراجع أداء كولومبيا بشكل كارث، حيث خسرت 0-3 على أرضها أمام أوروغواي (أسوأ خسارة لها على الإطلاق على أرضها منذ 82 عامًا) قبل أن تتعرض للهزيمة بشكل صادم 1-6 من الإكوادور، وهذا وضع نهاية عهد كارلوس كيروش كمدرب لكولومبيا.

### مصر
في 7 سبتمبر 2021، وأعلن الاتحاد المصري لكرة القدم تعيين البرتغالي كارلوس كيروش مديرا فنيا لمنتخب مصر، على أن يعاونه كل من ضياء السيد كمدرب عام، ومحمد شوقي كمدرب مساعد، بالإضافة إلى عصام الحضري كمدرب لحراس المرمى. عقد كارلوس كيروش مع منتخب مصر ممتد حتى نهاية كأس العالم 2022، وبقيمة 60 ألف يورو شهريا له ومساعديه.

#### كأس الأمم الأفريقية 2021
في بداية البطولة تعرض المنتخب المصري لخسارة أمام نظيره النيجيري بهدف دون مقابل ضمن منافسات الجولة الأولى للمجموعة الرابعة بكأس الأمم الإفريقية. وفازت مصر علي غينيا بيساو بهدف سجله محمد صلاح، مانحا مصر أول فوز في الجولة الثانية للمجموعة الرابعة بكأس الأمم الإفريقية. بعدها فازت مصر على السودان بهدف نظيف سجله محمد عبد المنعم في المباراة ليرفع المنتخب الوطني رصيده إلى 6 نقاط في الجولة الثالثة للمجموعة الرابعة بكأس الأمم الإفريقية، وتأهل منتخب مصر إلى دور الـ16 لبطولة أمم أفريقيا المقامة حاليا في الكاميرون. وحسم منتخب مصر تأهله لربع النهائي بركلات الترجيح بعد الفوز علي ساحل العاج بنتيجة 5 / 4 في مباراة دور الـ16 بكأس الأمم الإفريقية. في مباراة ربع النهائي تأهل المنتخب المصري إلى الدور قبل النهائي ببطولة كأس أمم أفريقيا لكرة القدم، بعدما قلب تأخره أمام نظيره المغربي بهدف نظيف إلى فوز 2/ 1 خلال المباراة التي جمعتهما في دور الثمانية من البطولة. في مباراة الدور قبل النهائي، فازت مصر ببطاقة التأهل للنهائي بالفوز على الكاميرون بنتيجة 3-1 بعد نهاية الوقتين الأصلي والإضافي بدون أهداف.

## إثارة الجدل
قبل المباراة النهائية في تصفيات كأس العالم 2014 ضد كوريا الجنوبية، كان كيروش غاضبًا من التعليق الذي أدلى به تشوي كانغ هي، المدير الفني لكوريا الجنوبية، الذي اشتكى من أن إيران لم تقدم مرافق التدريب بالمواصفات الكافية أثناء خروج كوريا الجنوبية. في 17 أكتوبر 2012. صرح تشوي أن كوريا الجنوبية ستهزم إيران لمساعدة أوزبكستان على التأهل لنهائيات كأس العالم مع كوريا الجنوبية، وأنه سيتعين على إيران مشاهدة كأس العالم على شاشة التلفزيون. ردا على ذلك، انتقد كيروش بشدة تشوي في تعليقاته الرسمية وسخر منه بارتداء قميص يظهر وجه تشوي.
بعد فوز إيران على كوريا الجنوبية في مباراتهما التأهيلية الأخيرة، أظهر كيروش غضبه على مدرب المنتخب الوطني الكوري الجنوبي بإيماءة بقبضة مرفوعة، والتي اعتُبرت هجومية من قبل لاعبي ومدربي كوريا الجنوبية، كادت أن تتسبب في شجار بين الفريقين. نتيجة للمشاجرات، تم إيقاف سوشا مكاني عن المباراة الافتتاحية لكأس العالم 2014.
في مباراة مصر والكاميرون في الدور نصف النهائي من كأس الأمم الأفريقية 2021، أشهر حكم مباراة مصر والكاميرون، بكاري غاساما البطاقة الصفراء الأولى لكيروش في الدقيقة 85 بسبب اعتراض كيروش على قرار جاساما، حيث جلس على ركبتيه ورفع يديه إلى السماء، في إشارة إلى عدم رضاه عن القرار. قبل أن يُشهر البطاقة الصفراء الثانية في الدقيقة 90.

## إحصاءاته التدريبة
اعتبارًا من المباراة التي لعبت في 17 نوفمبر 2020.
| الفريق                        | من             | إلي            | سجل | سجل | سجل   | سجل   | سجل | سجل    | سجل  | سجل    |
| الفريق                        | من             | إلي            | لعب | فوز | تعادل | خسارة | سجل | استقبل | فرق  | نسبة%  |
| ----------------------------- | -------------- | -------------- | --- | --- | ----- | ----- | --- | ------ | ---- | ------ |
| منتخب البرتغال لكرة القدم     | 4 سبتمبر 1991  | 17 نوفمبر 1993 | 23  | 10  | 8     | 5     | 28  | 14     | +14  | 043.48 |
| سبورتينغ لشبونة               | 1 يونيو 1994   | 1 يونيو 1996   | 68  | 45  | 17    | 6     | 128 | 51     | +77  | 066.18 |
| نيويورك ريد بولز              | 18 يوليو 1996  | 19 نوفمبر 1996 | 24  | 12  | 0     | 12    | 32  | 34     | −2   | 050.00 |
| ناغويا غرامبوس                | 21 نوفمبر 1996 | نوفمبر 1997    | 38  | 19  | 0     | 19    | 6   | 9      | −3   | 050.00 |
| منتخب الإمارات لكرة القدم     | 19 يناير 1998  | 18 يناير 1999  | 16  | 8   | 2     | 6     | 28  | 26     | +2   | 050.00 |
| منتخب جنوب أفريقيا لكرة القدم | 7 أكتوبر 2000  | 30 مارس 2002   | 24  | 10  | 8     | 6     | 24  | 19     | +5   | 041.67 |
| ريال مدريد                    | 25 يونيو 2003  | 31 مايو 2004   | 59  | 34  | 11    | 14    | 113 | 75     | +38  | 057.63 |
| منتخب البرتغال لكرة القدم     | 11 يوليو 2008  | 9 سبتمبر 2010  | 27  | 15  | 9     | 3     | 49  | 18     | +31  | 055.56 |
| منتخب إيران لكرة القدم        | 4 أبريل 2011   | 28 يناير 2019  | 100 | 60  | 27    | 13    | 181 | 60     | +121 | 060.00 |
| منتخب كولومبيا لكرة القدم     | 7 فبراير 2019  | 1 ديسمبر 2020  | 18  | 9   | 5     | 4     | 22  | 18     | +4   | 050.00 |
| Total                         | Total          | Total          | 400 | 226 | 87    | 87    | 611 | 324    | +287 | 056.50 |

## روابط خارجية
- كارلوس كيروش على موقع قاعدة بيانات كرة القدم.إي يو (الإنجليزية)
- كارلوس كيروش على موقع ناشيونال فوتبول تيمز (الإنجليزية)
- كارلوس كيروش على موقع Soccerway.com (الإنجليزية)
- كارلوس كيروش على موقع عالم كرة القدم.نت (الإنجليزية)